# Eurytoma fossae
Eurytoma fossae is een vliesvleugelig insect uit de familie Eurytomidae. De wetenschappelijke naam is voor het eerst geldig gepubliceerd in 1967 door Bugbee.